# Hiệp ước Hai Cộng Bốn
Hiệp ước Hai Cộng Bốn (tên chính thức là "Hiệp ước về giải pháp cuối cùng liên quan tới Đức") là một hiệp ước giữa các quốc gia Tây Đức, Đông Đức cũng như Pháp, Liên Xô, Vương quốc Liên hiệp Anh và Hoa Kỳ, trong đó các nước nêu sau cùng từ bỏ tất cả các quyền chiếm đóng ở Đức. Hiệp ước này, mở đường cho việc tái thống nhất nước Đức ngay sau đó (ngày 3 tháng 10 năm 1990), được ký kết vào ngày 12 tháng 9 năm 1990 ở Moskva và có hiệu lực từ ngày 15 tháng 3 năm 1991.

## Bối cảnh
Năm 1945, các cường quốc Khối Đồng Minh gồm Mỹ, Anh, và Liên Xô qua thỏa hiệp Potsdam đồng ý chia nước Đức phát xít bại trận tạm thời thành bốn khu vực chiếm đóng, mỗi quốc gia phụ trách một khu vực. Berlin cũng được chia tương tự như vậy. Vào cuối thập niên 1940, các vùng do Mỹ, Pháp, và Anh kiểm soát đã được hợp nhất thành Tây Đức và vùng do Liên Xô quản lý trở thành Đông Đức. Sự chia cắt trở thành biểu tượng của Chiến tranh Lạnh, và một nước Đức bị chia cắt đã trở thành bối cảnh của nhiều sự kiện kịch tính thời kỳ này, ví dụ như cầu không vận Berlin và việc chính quyền Đông Đức cho xây dựng bức tường Berlin, phân chia Đông và Tây Berlin năm 1961. Tuy nhiên, tới năm 1989, sự kìm kẹp của chủ nghĩa cộng sản ở Đông Đức đã nhanh chóng bị tuột mất. Nhiều phát triển chính trị trong năm 1989 và 1990, như cuộc cách mạng yên bình đã dẫn tới sự sụp đổ của bức tường Berlin cũng như đảng SED ở DDR. Trong cuộc tổng bầu cử ở Đông Đức vào ngày 18 tháng 3 năm 1990 một liên minh của các đảng phái mà đồng ý thống nhất nước Đức đã chiếm được đa số.:229–232:211–214 Để được thống nhất và hoàn toàn dành lại chủ quyền, cả hai nước Đức đã công nhận những điều kiện trong thỏa hiệp Potsdam mà có liên quan đến nước Đức. Sau đó các quốc gia liên hệ đã ngồi lại để thương thuyết một giải pháp cuối cùng.

## Nội dung Hiệp ước
Hiệp ước về giải pháp cuối cùng liên hệ tới Đức được ký kết ở Moskva, vào ngày 12 tháng 9 năm 1990,:363 và mở đường cho sự tái thống nhất nước Đức vào ngày 3 tháng 10 năm 1990. Theo đó cả bốn cường quốc chiếm đóng Đức từ bỏ tất cả những quyền mà họ trước đây đã giữ ở Đức, kể cả những quyền có liên can tới thành phố Berlin. Sau khi được thông qua, nước Đức thống nhất đã dành lại được toàn chủ quyền ngày 15 tháng 3 năm 1991.
Hiệp ước cho phép Đức có quyền lập liên minh hoặc thuộc một liên minh nào đó, không phải bị những ép buộc chính trị trong chính sách về chính trị của mình. Tất cả các lực lượng Liên Xô phải rời khỏi nước Đức vào cuối năm 1994. Trước khi Liên Xô rút quân, Đức chỉ được phép đưa những đơn vị phòng thủ đến những nơi quân đội Liên Xô đóng quân. Sau khi Liên Xô rút quân, Đức có thể tự do đưa quân đội đến những chỗ đó đóng, ngoại trừ vũ khí nguyên tử. Trong suốt thời gian có mặt của Liên Xô, quân đội đồng minh sẽ duy trì quân đội ở Berlin theo như yêu cầu của Đức.
Đức phải giới hạn lực lượng vũ trang không được vượt qua số 370.000 binh lính, không được hơn 345.000 trong Lục quân Đức và Không quân Đức. Đức phải tái khẳng định từ bỏ sản xuất, sở hữu và điều khiển vũ khí nguyên tử, vi sinh học và hóa học, và đặc biệt, Hiệp ước không phổ biến vũ khí hạt nhân sẽ tiếp tục được áp dụng cho nước Đức thống nhất. Không có lực lượng vũ trang ngoại quốc nào, vũ khí nguyên tử, hay các xe vận chuyển các vũ khí này được phép đưa vào Berlin hay các bang mới của Đức (Đông Đức cũ), vùng không có vũ khí hạt nhân. Đức cũng đồng ý chỉ dùng lực lượng quân sự phù hợp với Hiến chương Liên Hợp Quốc.
Những điều khoản quan trọng khác của hiệp ước là việc Đức xác nhận biên giới hiện thời với Ba Lan mà bây giờ đã được quốc tế công nhận, và những thay đổi khác về lãnh thổ ở Đức mà đã xảy ra từ 1945, để ngăn ngừa những đòi hỏi lấy lại những lãnh thổ đã mất ở phía Đông của đường Oder-Neisse (xem thêm Những lãnh thổ cũ ở phía Đông của Đức) mà theo lịch sử đã thuộc nước Đức cả hàng trăm năm trước ngày 31 tháng 12 năm 1937. Hiệp ước định nghĩa lãnh thổ của nước Đức thống nhất là lãnh thổ của Đông và Tây Đức cộng lại, cấm Đức không được đòi lại những lãnh thổ khác. Đức cũng đồng ý ký một hiệp ước riêng biệt với Ba Lan để mà tái khẳng định biên giới chung hiện thời, theo như luật pháp quốc tế, chính thức từ bỏ những lãnh thổ đã mất mà hiện thuộc Ba Lan. Việc này đã được thực hiện vào ngày 14 tháng 11 năm 1990 khi hiệp ước biên giới Đức-Ba Lan được ký.
Mặc dù hiệp ước được ký bởi Tây và Đông Đức như là 2 quốc gia riêng biệt, nó cũng đã được phê chuẩn bởi nước Đức thống nhất theo như thỏa thuận trong hiệp ước. "Văn kiện được phê chuẩn bởi nước Đức thống nhất ngày 13 tháng 10 năm 1990, của Hoa Kỳ vào ngày 25 tháng 10 năm 1990, của Vương quốc Anh vào ngày 16 tháng 11 năm 1990, của Pháp vào ngày 04 tháng 2 năm 1991 và của Liên Xô ngày 15 tháng 3 năm 1991. Các quyền và trách nhiệm của 4 cường quốc cùng các hiệp định và quyết định tương ứng của mình đã được thông báo đến Tổng thư ký Liên Hợp Quốc và tất cả các quốc gia bằng thông báo tương ứng vào ngày 05 tháng 4 năm 1991".

## Thực hiện
Tại một cuộc họp ở Kavkaz vào tháng 7 năm 1990 với Thủ tướng Helmut Kohl, chủ tịch Mikhail Gorbachev đã tuyên bố đồng ý để nước Đức thống nhất. Hiệp ước về giải quyết cuối cùng có liên quan đến Đức đã được ký kết bởi các bộ trưởng ngoại giao của 2+4 quốc gia ở Moskva vào ngày 12 tháng 9 năm 1990. Ngày 1 tháng 10 năm 1990 trong một tuyên bố chung tại New York, 4 cường quốc tuyên bố từ bỏ quyền và trách nhiệm của mình đối với Đức, và Đức đã nhận được đầy đủ chủ quyền của mình. Ba ngày sau, Đông Đức đã được chính thức sáp nhập với Cộng hòa Liên bang Đức. Nước Đức thống nhất và 3 cường quốc phương Tây nhanh chóng phê chuẩn Hiệp ước 2+4, trong khi Moskva đã kéo dài thời gian, cuối cùng vào ngày 04 tháng 3 năm 1991, Xô viết tối cao đã phê chuẩn sau một cuộc tranh luận sôi nổi, và có hiệu lực từ ngày 15/3/1991 khi Đại sứ Terekhov chính thức chuyển văn kiện phê chuẩn cho Ngoại trưởng Genscher. Sau sự tan rã của Liên bang Xô Viết, Nga thừa kế nghĩa vụ của Liên Xô cũ từ các hiệp ước với Đức. Vào tháng 8 và tháng 9 năm 1994, quân đội chiếm đóng cuối cùng rời khỏi Berlin và chấm dứt giai đoạn sau chiến tranh.
Với Hiệp ước này, phần lớn quân đội của các lực lượng chiếm đóng trước đây (ngụ ý Liên Xô, vì lúc đó Hồng quân Liên Xô còn đóng quân trên lãnh thổ Đông Đức với tư cách quân chiếm đóng) rời khỏi nước Đức, những đơn vị quân sự còn lại của các lực lượng chiếm đóng không còn quyền kiểm soát nữa, mà thuộc sự quản lý dưới quy chế của quân đội NATO. Kể từ thời điểm này, nước Đức lần đầu tiên từ sau Chiến tranh thế giới thứ hai khôi phục lại được hoàn toàn chủ quyền lãnh thổ.
UNESCO đã công nhận Hiệp ước 2+4 và 14 tài liệu khác về sự xây dựng và sụp đổ bức tường Berlin là Di sản tư liệu thế giới vào ngày 25 tháng 5 năm 2011.